# Mutilus assimilus
Mutilus assimilus is een mosselkreeftjessoort uit de familie van de Trachyleberididae. De wetenschappelijke naam van de soort is voor het eerst geldig gepubliceerd door Kajiyama.